# Slag om Smolensk (1941)
De Slag om Smolensk (Duits: Kesselschlacht bei Smolensk; Russisch: Смоленская стратегическая оборонительная операция, Smolenskaja strategicheskaja oboronitelnaja operatsija) was een onderdeel van Operatie Barbarossa, de Duitse inval in de Sovjet-Unie, die vanuit de Duitse optiek bekend werd als het oostfront.
Na de succesvolle Slag om Białystok-Minsk vervolgde de Heeresgruppe Mitte zijn opmars in de richting van Moskou. Het Westelijk Front, onder leiding van maarschalk Semjon Timosjenko, kreeg de opdracht om de Duitse legers tegen te houden. Hiervoor kreeg het versterking van zes nieuwe legers van het pas opgerichte Reservefront. Na zware gevechten braken de Duitse tanks door de verdediging. Een gedeelte van het Westelijk Front werd omsingeld ten oosten van Smolensk. Na een hevige strijd vernietigde Heeresgruppe Mitte deze omsingelde legers. Alle tegenaanvallen werden afgeslagen en meer dan 300.000 soldaten gaven zich over. Op 3 augustus 1941 gaven de laatste Sovjets zich over. Hoewel de Slag bij Smolensk duidelijk een Duitse overwinning was, had de Wehrmacht meer verliezen geleden dan verwacht. Ook hadden de Sovjets voor het eerst sinds het begin van operatie Barbarossa een poging gedaan om een gecoördineerde tegenaanval op te zetten op verschillende plaatsen langs het front. Tijdens de gevechten om Smolensk begon het Duitse opperbevel te beseffen dat de veldtocht langer zou duren dan enkele weken. Begin augustus 1941 stonden de Duitsers nog steeds op 400 kilometer van Moskou.
Gedurende augustus 1941 zetten de Sovjets met verschillende tegenaanvallen het front onder druk, maar nergens wisten ze meer dan een lokale overwinning te behalen. Adolf Hitler gaf Generalfeldmarschall Von Bock het bevel om de opmars naar Moskou te staken en de aanval van de Heeresgruppe Nord en Heeresgruppe Süd te ondersteunen. Dit bevel zou leiden tot de Slag om Kiev.

## Situatie juli 1941

### Heeresgruppe Mitte
Na de overwinning bij Białystok-Minsk waren de vier legers van Heeresgruppe Mitte verspreid geraakt. Terwijl de beide infanterielegers, het 4e Leger en het 9e Leger, de omsingelde Sovjetlegers vernietigden, richtten de beide Panzergruppen hun aandacht terug naar het oosten. Hun bevelhebbers, Generaloberst Guderian en Generaloberst Hoth, wilden het Rode leger geen kans geven om zich te herstellen. Ze drongen aan op een hervatting van de opmars naar Moskou. Elke dag uitstel verhoogde de kans dat de Sovjets hun verdediging terug konden opbouwen. De Duitse gemotoriseerde eenheden waren echter ver voor hun infanteriedivisies opgerukt, waardoor het moeilijk was om de omsingelde troepen opgesloten te houden. Ook waren de Duitse bevoorradingslinies erg zwaar belast. Brandstof, munitie en reserve-onderdelen bereikten niet of nauwelijks de frontlijneenheden.
De vernietiging van de pocket Białystok-Minsk kostte veel meer tijd dan Generalfeldmarschall von Bock had verwacht, want de omsingelde Sovjetsoldaten bleven doorvechten. Grote groepen Sovjets probeerden door de omsingeling naar het oosten uit te breken en andere groepen verdwenen in de bossen en moerassen, waar ze het begin van de partizanenbrigades zouden vormden. Deze groepen waren eerder een uitzondering, want uiteindelijk gaven 290.000 soldaten zich over.
Het Duitse plan was eenvoudig en eigenlijk een herhaling van de eerdere opmars naar Minsk. Panzerguppe 3, gesteund door het 9e Leger, moest ten noorden van de as Minsk-Smolensk oprukken. Dit gebied bestond echter uit moerasland en bossen. Het was niet geschikt voor de snelle Duitse troepen. De belangrijkste aanval zou daarom in het zuiden plaatsvinden. Panzerguppe 2, gesteund door het 4e Leger, moest de Berezina oversteken en daarna bruggenhoofden over de Dnjepr veroveren. Vanuit deze bruggenhoofden moesten ze naar het noorden aanvallen, Smolensk veroveren en contact maken met Panzergruppe 3. Door deze aanval zou het centrum van het Westelijk Front worden omsingeld.

### SlagordeWehrmacht

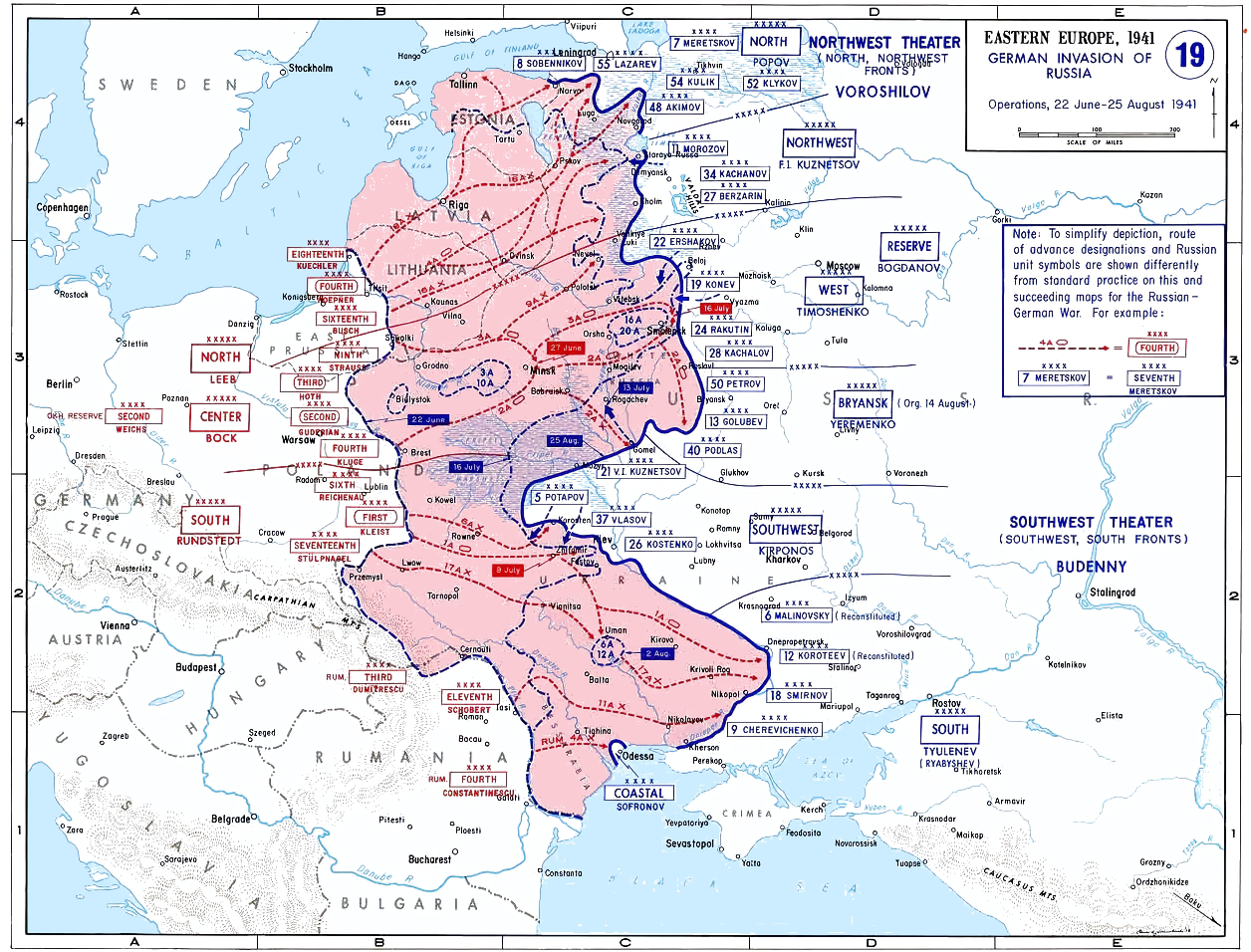
Situatie aan het Oostfront juni-augustus 1941

- Heeresgruppe Mitte (Generalfeldmarschall Fedor von Bock)
  - 4e Leger (Generalfeldmarschall Günther von Kluge)
    - 7e Legerkorps (General der Artillerie Wilhelm Fahrmbacher)
    - 9e Legerkorps (General der Infanterie Hermann Geyer)
    - 12e Legerkorps (General der Infanterie Walter Schroth)
    - 13e Legerkorps (General der Infanterie Hans Felber)
    - 43e Legerkorps (General der Infanterie Gotthard Heinrici)

  - 9e Leger (Generaloberst Adolf Strauß)
    - 5e Legerkorps (General der Infanterie Richard Ruoff)
    - 6e Legerkorps (General der Pioniere Otto-Wilhelm Förster)
    - 8e Legerkorps (Generaloberst Walter Heitz)
    - 20e Legerkorps (General der Artillerie Friedrich Materna)
    - 42e Legerkorps (General der Pioniere Walter Kuntze)

  - Panzergruppe 2 (Generaloberst Heinz Guderian)
    - 24e Gemotoriseerde Korps (General der Panzertruppe Leo Geyr von Schweppenburg)
    - 46e Gemotoriseerde Korps (General der Panzertruppe Heinrich von Vietinghoff)
    - 47e Gemotoriseerde Korps (General der Panzertruppe Joachim Lemelsen)

  - Panzergruppe 3 (Generaloberst Hermann Hoth)
    - 39e Gemotoriseerde Korps (General der Panzertruppe Rudolf Schmidt)
    - 57e Gemotoriseerde Korps (General der Panzertruppe Adolf Kuntzen)

### Westelijk Front
Na de vernietiging van de legers van het Westelijk Front van het Rode Leger in de Slag om Białystok-Minsk gaapte er een enorme opening in het centrale gedeelte van de Sovjetverdediging. Het 10e Leger en het 3e Leger waren vernietigd en het 4e Leger was zwaar gehavend. De weg naar Moskou was nagenoeg onverdedigd. Stalin hield generaal Dmitri Pavlov verantwoordelijk voor de nederlaag. Samen met de rest van zijn staf werd de generaal naar Moskou ontboden. Onmiddellijk na zijn aankomst werd hij gearresteerd door de NKVD, berecht en veroordeeld tot het vuurpeloton.
Stalin benoemde maarschalk Timosjenko tot de nieuwe bevelhebber van het Westelijk Front. Stavka stuurde onmiddellijk alle beschikbare legers vanuit het Reservefront naar Smolensk. Deze uit Siberië en de Kaukasus afkomstige legers waren echter nog ongetraind. Doordat de Luftwaffe zich tijdens de begindagen van Operatie Barbarossa voornamelijk had geconcentreerd op vliegvelden en tactische luchtsteun aan hun grondtroepen, was het spoorwegnet ten oosten van Smolensk relatief licht beschadigd. De verplaatsing van deze legers belastte het netwerk tot het uiterste, maar de opening in het front werd afgesloten voordat de Duitsers hun opmars hervatten
Op 3 juli 1941 stonden zes nieuwe legers ter beschikking van het Westelijk Front om de Duitse aanvallen te blokkeren. In het noorden nam het 22e Leger posities in achter de Dvina, waarbij het zwaartepunt van de verdediging zich rond Vitebsk bevond. Tevens beschermde dit leger de linkerflank van het naburige Noordwestelijk Front. Het gebied tussen de Dvina en de Dnjepr, de zogenaamde landbrug van Smolensk, werd verdedigd door het 19e Leger en het 20e Leger. Maarschalk Timosjenko verwachtte hier de voornaamste Duitse aanval en hij had zijn beste eenheden in deze sector geconcentreerd. Ten zuiden van deze beide legers bevond zich het 13e Leger, dat zich had ingegraven op de oostelijke oever van de Berezina. Dit leger werd versterkt met de restanten van het 4e Leger, dat zwaar gehavend was tijdens de gevechten rond Minsk. De uiterste linkerflank van het Westelijk Front werd gevormd door het 21e Leger. Dit leger concentreerde zich aan de Dnjepr in de buurt van Rogatsjev en het vormde de verbinding met het Zuidwestelijk Front.
Ten slotte bevond het 16e Leger zich als reserve ten zuiden van Smolensk. Behalve deze legers rekende maarschalk Timosjenko ook op de Stalinlinie om de Duitse opmars te blokkeren. De Stalinlinie bestond uit een reeks van bunkers, kazematten en loopgraven, die waren aangelegd in de jaren 30. De linie was niet afgewerkt en de meeste kanonnen waren uit de bunkers verwijderd. Toch bleven de bunkers, bezet met troepen van het Westelijk Front, sterke fortificaties. Maarschalk Timosjenko hoopte dat de Stalin-linie de oprukkende Duitse troepen kon tegenhouden, of ten minste vertragen.
Stavka besefte dat als de Duitsers zouden doorbreken, ze Moskou konden bedreigen en daarom werden er nog twee extra legers gestuurd. Het 24e Leger werd gelegerd bij Vjazma, ten oosten van Smolensk op de weg naar Moskou en het 28e Leger nam posities in ten noorden van Brjansk.
Zodra de opstelling van de legers van het Westelijk Front was voltooid, ging maarschalk Timosjenko in de aanval. Volgens de orders van Stavka moest hij de flanken van de Duitse Heeresgruppe Mitte aanvallen, Minsk heroveren en de beide Panzergruppen omsingelen en vernietigen. In het noorden plande hij een aanval van het 20e Leger, versterkt door twee mechanische korpsen en in het zuiden moest het 21e Leger, gesteund door de restanten van het 4e en 13e Leger, de flank van Panzergruppe 2 aanvallen.

### Slagorde Rode Leger
- Westelijk Front (maarschalk Semjon Timosjenko)
  - 13de Leger (luitenant-generaal F.N.Remesov)
    - 45e Fuselierskorps
    - 61e Fuselierskorps

  - 16e Leger (generaal M.F.Loekin)
  - 19e Leger (generaal Ivan Konev)
    - 25e Fuselierskorps
    - 34e Fuselierskorps

  - 20e Leger (generaal P.A.Koerotsjkin)
    - 69e Fuselierskorps

  - 22e Leger (luitenant-generaal F.A.Jersjakov)
    - 51e Fuselierskorps
    - 62e Fuselierskorps

  - 21e Leger (generaal V.I.Koeznetszov)
    - 63e Fuselierskorps
    - 6e Fuselierskorps
    - 67e Fuselierskorps
- Reservefront (generaal G.K.Zjoekov) Het Reservefront werd op 30 juli 1941 gevormd uit het Front van Reservelegers.
  - 24e Leger (generaal-majoor S.A.Kalinin)
  - 28e Leger (luitenant-generaal V.I.Kachalov)
  - 29e Leger (luitenant-generaal I.I.Maslennikov)
  - 30e Leger (generaal-majoor V.A.Chomenko)
  - 31e Leger (generaal-majoor V.N.Dolmatov)
  - 32e Leger (luitenant-generaal N.K.Klykov)

## Duitse opmars naar Smolensk: juli 1941

### Lepel-offensief (5-7 juli)
Terwijl het 9e Leger de laatste verzetshaarden ten westen van Minsk opruimde, hervatte Hoth met zijn Panzergruppe 3 zijn opmars naar het oosten. Het 57e Gemotoriseerd Korps stak op 3 juli 1941 de Dysna over, maar het kwam tot zware gevechten met het 22e Leger. De talrijke moerassen en bossen verplichtten de Duitsers om de hoofdwegen te gebruiken en de Sovjets concentreerden hun verdediging langs deze wegen. De Duitse tanks waren verplicht om de Sovjets frontaal aan te aanvallen. Het 22e Leger trok zich slechts langzaam terug en pas op 8 juli 1941 bereikte het 57e Gemotoriseerde Korps de Dvina ten noorden van Polotsk.
Gesterkt door de koppige verdediging van zijn 22e Leger probeerde maarschalk Timosjenko het initiatief naar zich toe te trekken. Doordat het 57e Gemotoriseerde Korps werd opgehouden, was zijn rechterbuur, het 39e Gemotoriseerfde Korps, sneller opgerukt en zijn linkerflank was ongedekt. Maarschalk Timosjenko gaf bevel tot een tegenaanval op de noordelijke flank van dit korps. In overeenstemming met de Sovjetdoctrine wierp hij zijn strategische reserve in de strijd om de doorgebroken aanvallers af te stoppen, terug te drijven en te vernietigen. Het was de bedoeling om Panzergruppe 3 ten westen van de Dvina te vernietigen. Het 5e Gemechaniseerde Korps en het 7e Gemechaniseerde Korps vormden met 2000 tanks de belangrijkste reserve van het Rode Leger. Op 6 juli gingen ze tussen Lepel en Orsja in de aanval.

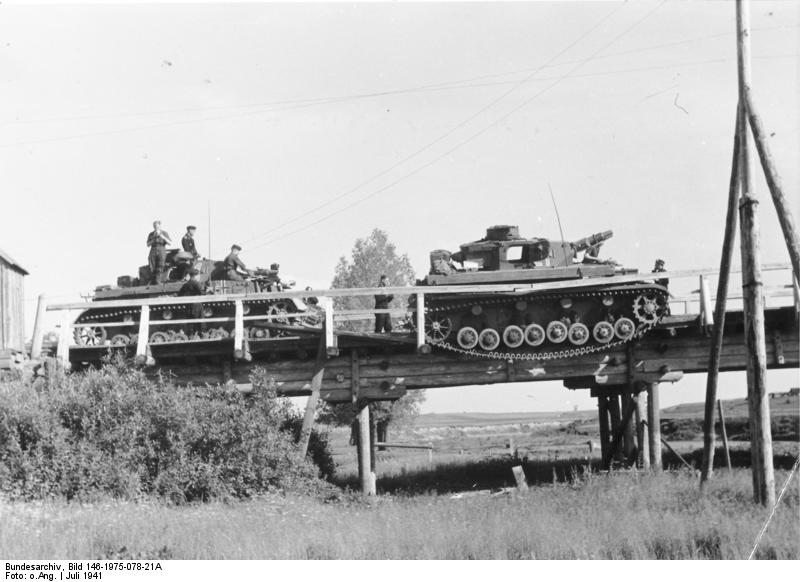
Panzer IV blokkeert brug nabij Lepel

Het Rode Leger was echter nog niet in staat om een gecoördineerde aanval uit te voeren waarbij infanterie, tanks en artillerie samenwerkten. Aanvankelijk trok het Duitse 39e Gemotoriseerde Korps zich terug. De Sovjetcommandant meende dat hij de Duitsers op de vlucht had gejaagd en hij stuurde zijn tanks in de achtervolging. Hierdoor verloren ze het contact met de begeleidende infanterieregimenten. In werkelijkheid waren de Duitsers niet op de vlucht, maar lokten ze de tanks naar hun verdedigingsstellingen waar de anti-tankkanonnen stonden opgesteld. Zonder de begeleidende infanterie waren de tanks erg kwetsbaar voor de Duitse kanonnen. Zodra de tanks waren uitgeschakeld, was de infanterie een gemakkelijke prooi. Maarschalk Von Bock wierp het 39e Gemotoriseerde Korps, gesteund door het 47e Gemotoriseerde Korps van Panzergruppe 2, in de tegenaanval om de Sovjets terug te drijven. Gedurende vijf dagen vernietigden vier Duitse pantserdivisies meer dan 800 vijandelijke tanks, gemechaniseerde geschutten, voertuigen en ander zwaar materieel. Ondertussen bestookten de Duitse Stuka’s de vijandelijke verbindingen in de achterhoede, concentraties van voertuigen en hoofdkwartieren. Op 11 juli 1941 trokken beide Sovjetkorpsen zich met zware verliezen terug over de Dnjepr.
Ondertussen richtte het 39e Gemotoriseerde Korps zijn aandacht op Vitebsk. Op 9 juli 1941 bereikte de voorhoede van de 20e Pantserdivisie de buitenwijken van de stad. Het 19e Leger van generaal I.S.Konev werd in de strijd geworpen om het gat dat tussen het 20e Leger en het 22e Leger was gevallen te dichten, maar het was te laat. Zijn troepen werden rechtstreeks van de treinstations, waar ze zich ontscheepten, in de strijd geworpen. Ze hadden geen tijd om zich te organiseren, maar werden als afzonderlijke eenheden ingezet. Deze fragmentarische inzet zorgde ervoor dat ze hun slagkracht verloren. Ondanks hun verwoede tegenaanvallen viel Vitebsk op 13 juli in Duitse handen.
Ten noorden van deze gevechten had het 57e Gemotoriseerde Korps de oversteekplaatsen over de Dvina stevig in handen. Gesteund door de eenheden van Heeresgruppe Nord rukten ze op naar het oosten. Deze opmars dreigde het 22e Leger te vermorzelen tussen Heeresgruppe Nord en Panzergruppe 3. Het 22e Leger trok zich terug naar het noordoosten waardoor de opening in het front nog groter werd. Hoth buitte de situatie maximaal uit. Terwijl het 57e Gemotoriseerde Korps de restanten van het 22e Leger en het nieuwe 19e Leger verder naar Nevel dreef, bogen de tanks van het 39e Gemotoriseerde Korps af naar het oosten. Deze nieuwe opmars bedreigde de rechterflank van het 20e Leger bij Smolensk. Op deze manier vormde Panzergruppe 3 de noordelijke arm van de tangbeweging, die de centrale legers van het Westelijke Front bedreigde. Als Smolensk viel, dan lag de weg naar Moskou open.

### Opmars van Panzergruppe 2 naar de Dnjepr (4-13 juli)
In het zuiden verliep de opmars van Panzergruppe 2 veel vlotter. Het landschap van uitgestrekte velden en glooiende heuvels was erg geschikt voor de snelle Duitse eenheden. Het aanvalsplan van generaal Guderian volgde het klassieke Blitzkrieg-principe. De gemotoriseerde eenheden moesten een gat in de verdediging slaan en daarna snel oprukken zodat de Sovjets geen tijd hadden om zich te herstellen. De tragere infanteriedivisies moesten de omsingelde Sovjets vernietigen. De linkervleugel van Panzergruppe 2, bestaande uit het 47e Gemotoriseerde Korps, moest de Berezina en Dnjepr oversteken en daarna naar het noorden afbuigen in de richting van Smolensk. Deze aanvalsmacht vormde de zuidelijke arm van de grote omsingelingsbeweging. Het centrum van Panzergruppe 2 werd gevormd door het 46e Gemotoriseerde Korps, dat ten zuiden van het 47e Gemotoriseerde Korps moest oprukken. Dit korps bestond slechts uit één pantserdivisie en de SS-divisie  Reich, waarvan de gevechtskwaliteiten door de legerleiding met argwaan werden bekeken. De voornaamste taak van dit korps was de bescherming van de flank van zijn noorderbuur. Guderians rechtervleugel, bestaande uit het 24e Gemotoriseerde Korps, moest in de richting van Roslavl en Jelnja aanvallen en dan naar het noorden afbuigen. Alle Sovjetlegers, die uit de omsingeling bij Smolensk zouden ontsnappen, konden dan door het 24e Gemotoriseerde Korps worden onderschept. Als dit plan lukte, dan was het Westelijk Front voor een tweede maal in enkele weken tijd vernietigd. Door de verovering van Jelnja zou Panzergruppe 2 bovendien een goede startpositie hebben voor de aanval op Moskou. Voor Guderian bleef de verovering van Moskou het einddoel.

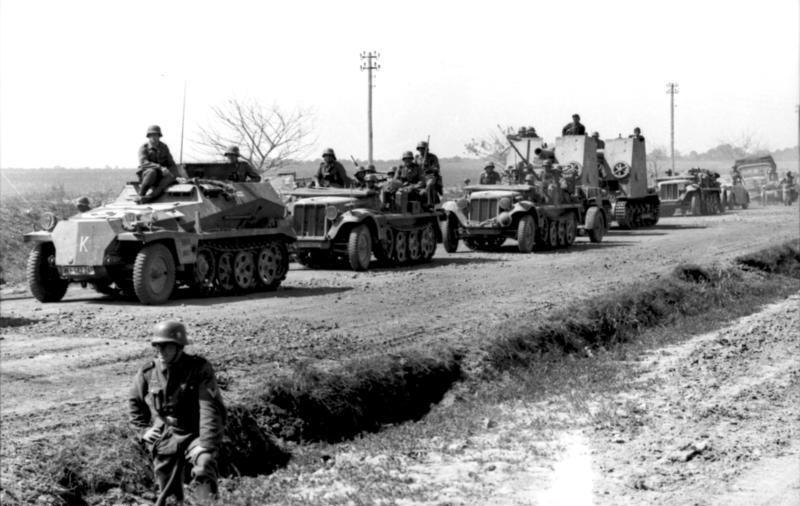
Duitse gemotoriseerde eenheid

Op 4 juli 1941 ging Panzergruppe 2 in de aanval. De Duitse tanks liepen de zwakke Sovjetverdediging aan de Berezina volledig onder de voet. Het 13e Leger, versterkt met de restanten van het 4e Leger, was niet in staat om de Duitse opmars zelfs maar te vertragen. Verschillende eenheden gaven zich over zonder een schot te lossen en andere eenheden sloegen op de vlucht bij het zicht van de Duitse tanks. Het 47e Gemotoriseerde Korps stak op de eerste dag van het offensief de rivier over en rukte op in de richting van Orsja. Op 6 juli 1941 boog de 18e Pantserdivisie naar het noorden af om het 39e Gemotoriseerde Korps te ondersteunen bij de gevechten rond Lepel. Zodra de Sovjets waren vernietigd, trokken de Duitse tanks verder naar Orsja. Op 11 juli 1941 veroverden ze bruggenhoofden over de Dnjepr ten zuiden van deze stad. Aan de rechterflank van het 47e Gemotoriseerde Korps verliep de opmars van het 46e Gemotoriseerde Korps zelfs nog sneller. De 10e Pantserdivisie en de Waffen-SS divisie "Das Reich" sloegen een gat in de verdediging van het 13e Leger en ze veroverden een bruggenhoofd ten noorden van Mogilev over de Dnjepr. Vooral de Waffen-SS'ers lieten zich opmerken door hun aanval. Ze dreven het 13e Leger terug naar de stad, waar de lokale Sovjet haastig de mannelijke bevolking mobiliseerde om barricaden op te werpen.

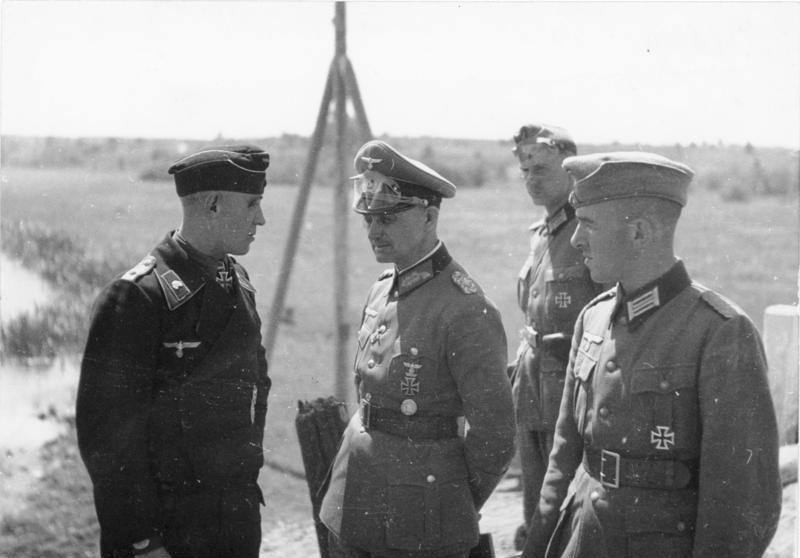
General der Panzertruppe Model, commandant van de 3e Pantserdivisie (midden, overlegt met een tankcommandant)

Aan de uiterste rechterflank werd het 24e Gemotoriseerde Korps aanvankelijk meer gehinderd door de vernielde bruggen en moeilijk berijdbare wegen dan door de Sovjettroepen. De Duitsers bereikten op de avond van 7 juli de Dnjepr ten noorden van Rogatsjev, maar tijdens de opmars waren de tanks van de beide pantserdivisies over een groot gebied verspreid geraakt. Felle lokale tegenaanvallen dwongen generaal Guderian om zijn tanks te hergroeperen. De Duitse pantserdivisies betaalden een zware tol voor de onafgebroken gevechten. De 3e en de 18e Pantserdivisies hadden nog slechts 50 operationele tanks. Op 10 juli 1941 ging het 24e Gemotoriseerde Korps opnieuw in de aanval. De Duitse tanks staken de rivier over ten noorden van Bychov en ze wisten een sterk bruggenhoofd uit te bouwen.
Het front van het 13e Leger was ingestort. Er gaapte een bres van 50 km in de Sovjetverdediging aan de Dnjepr. Door deze bres stroomden de Duitse pantserdivisies naar het oosten. Het 47e Gemotoriseerde Korps volgde de zuidelijke oever van de Dnjepr in de richting van Smolensk. Op 13 juli 1941 bevond de voorhoede zich op 20 km ten zuiden van de stad. Het 46e Gemotoriseerde Korps rukte op in de richting van Roslavl en het 24e Gemotoriseerde Korps veroverde een bruggenhoofd over de Sozj.
Achter deze tankkorpsen rukte de infanteriedivisies van het Duitse 2e Leger op om de terreinwinst te consolideren. Op 13 juli 1941 bereikten ze de oversteekplaatsen aan de Berezina. Na drie dagen van geforceerde marsen bereikte de voorhoede Rogatsjev en Zjlobin.

### Bobroejsk-offensief (13-16 juli)
Maarschalk Timosjenko realiseerde zich dat hij de Dnjeprlinie niet kon houden, tenzij de opmars van Guderians tanks tot staan werd gebracht. De opmars van Panzergruppe 2 dreef de restanten van het 13e Leger naar het zuidoosten. Het mislukte Lepel-offensief tegen Panzergruppe 3 had hem doen beseffen dat zijn strijdkrachten niet sterk genoeg waren voor een frontale aanval op de Duitse pantserdivisies. Daarom beval hij het 13e Leger van generaal Gerasimenko de Dnjepr opnieuw over te steken en een aanval te doen op de achterhoede van Panzergruppe 2, voordat de infanteriedivisies van het Duitse 2e Leger zouden verschijnen. Maarschalk Timosjenko hoopte dat dreiging tegen zijn achterhoede de opmars van Guderian zou afremmen. Het 25e Gemechaniseerde Korps van het 21e Leger, bestaande uit 250 tanks, zou de aanval ondersteunen. Ondertussen moest het 63e Fuselierskorps de infanteriedivisies van het Duitse 2e Leger tegenhouden.

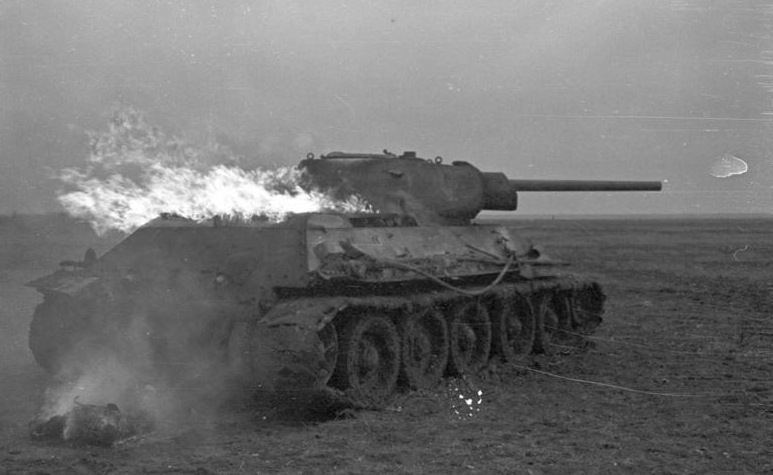
Vernietigde Sovjet T-34-tank

Op 13 juli gingen de Sovjets in de aanval, maar bijna onmiddellijk liep hun aanval vast. Het 25e Gemechaniseerde Korps werd onophoudelijk bestookt door Duitse duikbommenwerpers en leed zware verliezen. Veel tanks en voertuigen werden vernietigd voor ze het slagveld bereikten. Zonder steun van deze tanks was het verzwakte 13e Leger niet in staat om de Duitse tanks aan te vallen. Toch deden ze een poging. Terwijl de infanterie de open vlaktes overstaken, werden ze bestookt door Duitse artillerie en tanks. Het Duitse 24e Gemotoriseerde Korps sloeg de aanval moeiteloos af. Meer naar het westen boekten de Sovjets wel een succes tegen de Duitse infanteriedivisies van het 2e Leger. Rogatsjev en Zjlobin werden heroverd.
Aanvankelijk was Guderian bezorgd, maar op het einde van de dag was duidelijk dat het offensief van de Sovjets zou mislukken. Hij besloot een risico te nemen en de aanval verder te negeren. De tanks van het 24e Gemotoriseerde Korps zetten hun opmars verder naar het noordoosten, braken door de verzwakte Sovjetverdediging en maakten contact met het 46e Gemotoriseerde Korps ten oosten van Mogilev. De restanten van het 13e Leger werden omsingeld in Mogilev.

### Smolensk-pocket wordt gevormd (13-21 juli)
Na de val van Vitebsk zette het 39e Gemotoriseerde Korps zijn opmars naar het oosten verder. De tanks van General der Panzertruppe Rudolf Schmidt profiteerden van het gat dat in het Sovjetfront was ontstaan. Bijna ongehinderd passeerden ze de linkerflank van het 22e Leger, dat zich nog steeds naar het noordoosten terugtrok en de rechterflank van het 19e Leger, dat zich ten noordwesten van Smolensk bevond. In de nacht van 13 juli 1941 veroverde het verkenningsbataljon van 7e Pantserdivisie Demidov, waar zich het hoofdkwartier van het 25e Fuselierskorps bevond. De verraste officieren, die nooit hadden verwacht dat de Duitsers zo ver waren opgerukt, gaven zich zonder strijd over. Het 25e Fuselierskorps was gestuurd om het gat in de verdediging te vullen. Na het verlies van hun commandant trokken de eenheden zich terug, maar de terugtocht ontaardde in een vlucht. General der Panzertruppe Schmidt negeerde de mogelijkheid om Smolensk vanuit het noorden aan te vallen en stuurde de 7e Pantserdivisie nog verder naar het oosten. De tankcommandanten kregen bevel om constant door te rijden. Op 15 juli 1941 viel Doechovsjtsjina, op 50 kilometer ten noordoosten van Smolensk, in hun handen. In vier dagen waren de Duitsers 200 km opgerukt en hadden zij een bres van 130 km in de Sovjetverdediging geslagen.
In Doechovsjtsjina bevond zich een verharde weg, die geschikt was voor pantservoertuigen. Generalmajor Funck, commandant van de 7e Pantserdivisie, vormde een gevechtsgroep, bestaande uit alle tanks die nog konden rijden. Begeleid door een bataljon infanterie stuurde hij deze groep naar het zuiden. Hun doel was Jartsevo. Dit was een strategisch stadje waar de hoofdweg van Moskou naar Smolensk de rivier de Vop kruiste. Tegen de avond had deze gevechtsgroep Jartsevo bereikt en groef zich in op de heuvels rond het stadje. Ze bliezen de bruggen op en hun artillerie bestreek de hoofdweg.
Op 16 juli 1941 bereikte de 29e Gemotoriseerde Divisie van het 47e Gemotoriseerde Korps de zuidelijke buitenwijken van Smolensk. Generaloberst Guderian versterkte de aanval met de 17e Pantserdivisie. Na drie dagen van felle straatgevechten wisten de Duitsers de stad te veroveren. Door de val van de stad waren de drie Sovjetlegers (16e, 19e en 20e Leger) die zich nog ten westen van de stad bevonden, bijna afgesneden van de rest van het Westelijke front. De omsingeling was echter niet compleet gesloten, want de tanks van Panzergruppe 2 bevonden zich in Smolensk en de tanks van Panzergruppe 3 (7e en 10e Pantserdivisies)bevonden zich bij Jartsevo, ongeveer 63 kilometer meer naar het oosten. Er was dus een smalle corridor tussen Smolensk naar Jartsevo. De Duitsers deden verwoede pogingen deze ontsnappingsroute af te sluiten, maar de Sovjets boden hevig verzet. Ook was er nog geen aansluiting tussen de tanks van Panzergruppe 2 en de infanteriedivisies van het 2e Leger, die in een gevecht rond Rogatsjev waren verwikkeld. Bovendien bevonden zich nog steeds elementen van twee gemotoriseerde korpsen rond Mogilev, waar twee fuselierskorpsen van het 13e Leger bleven standhouden.

### Gevechten aan de flanken (16-31 juli)
Midden juli bevond Generalfeldmarschall Von Bock, commandant van Heeresgruppe Mitte, zich in een moeilijke situatie. Hoewel zijn Panzergruppen drie legers van het Westelijk Front ten westen van Smolensk hadden omsingeld, was de situatie toch nog onzeker voor de Duitsers. De omsingeling was niet volledig gesloten en op hun flanken bevonden zich nog Sovjetlegers. De infanteriedivisies van het Duitse 4e en het 9e Leger bevonden zich verscheidene dagmarsen achter de tanks. Als Von Bock wilde verhinderen dat de omsingelde Sovjetlegers naar het oosten uitbraken, dan moesten zijn infanteriedivisies zo snel mogelijk oprukken langs de centrale as Minsk-Smolensk, contact maken met de pantserdivisies en de omsingelde Sovjetlegers aanvallen. Ondertussen moesten de Panzergruppen ervoor zorgen dat de Sovjeteenheden niet ontsnapten, maar ook dat nieuwe versterkingen de omsingelde troepen niet bereikten. Bovendien wilden Guderian en Hoth zo snel mogelijk de opmars naar Moskou hervatten. Elke dag dat hun tanks stilstonden, gaf Stavka meer kans om de verdediging te organiseren. De situatie op de flanken baarde de Duitse Generalfeldmarschall echter nog meer zorgen.
Ten noorden en ten zuiden van Heeresgruppe Mitte bevonden zich de restanten van het Westelijk Front. Voor Von Bock de opmars naar Moskou kon hervatten, moest hij deze Sovjetlegers vernietigen. Als hij zou oprukken naar Moskou, vormden ze een bedreiging voor zijn flanken en bevoorradingslijnen. Voor deze operatie had hij zijn infanteriedivisies nodig, maar dan kon hij hen niet inzetten om de Sovjetlegers in de Smolenskpocket te vernietigen. Geconfronteerd met dit dilemma besloot hij zijn troepen op te splitsen. In het zuiden kreeg het 24e Gemotoriseerde Korps (General der Panzertruppe Geyr von Schweppenburg) bevel om aan te vallen in de richting van de Sozj.

#### Gevechten bij Nevel en Velije Loeki
Op 14 juli kreeg het 57e Gemotoriseerde Korps (General der Panzertruppe Kuntzen) het bevel om op te rukken naar Nevel, een strategische spoorwegknooppunt ten noorden van Smolensk en ondertussen moest het 39e Gemotoriseerde Korps de noordkant van de pocket verdedigen, zowel tegen aanvallen van buitenaf als tegen uitbraakpogingen. De gemotoriseerde eenheden werden belast met een statische verdediging, waarvoor ze niet geschikt waren. Generaloberst Hoth concentreerde zijn infanterie in versterkte bataljons langsheen de noordelijke rand van de pocket, maar hij beschikte slechts over 14 bataljons om een front van 100 kilometer te verdedigen. Ze waren niet getraind voor dit soort gevechten. Tijdens de volgende dagen stegen de verliezen onder de Duitse infanteristen schrikbarend.
Het 22e Sovjet Leger (generaal F.A. Jersjakov) bevond zich in de buurt van Nevel, een strategisch spoorwegknooppunt op 130 km ten noordwesten van Smolensk. De aanwezigheid van dit leger betekende niet alleen een bedreiging voor de noordflank van Heeresgruppe Mitte, maar ook de zuidflank van Heeresgruppe Nord. Het 50e Legerkorps en 23e Legerkorps van het 9e Leger kregen de opdracht om deze strijdmacht te vernietigen. Ze kregen hiervoor de steun van het 57e Gemotoriseerde Korps, bestaande uit de 14e Gemotoriseerde Divisie en de 19e Pantserdivisie. Het terrein, bestaande uit moerassen, bossen en meren, was ongeschikt voor de gemotoriseerde Duitse eenheden. Er waren nauwelijks wegen in het gebied en deze onverharde wegen waren smal en nauwelijks berijdbaar. Tijdens hun terugtocht staken de Sovjets niet alleen alle dorpen in brand, maar ook de omliggende bossen. Deze branden vertraagden de Duitse opmars. De Duitse vliegtuigen werden gehinderd door de rook die zich boven het slagveld bevond.
General der Panzertruppe Kuntzen hergroepeerde zijn troepen en tegen de avond van 15 juli braken ze door de verdediging. De volgende dag viel Nevel in handen van de 19e Pantserdivisie. Doordat de opmars traag was verlopen, hadden de Sovjets tijd gehad om hun troepen op een geordende manier terug te trekken, maar vier divisies van het 22e Leger waren afgesneden ten westen van Nevel. Omdat er een relatief goede weg liep tussen Nevel en Velikieje Loeki besloot Kuntzen om verder op te rukken. Hij gaf de 19e Pantserdivisie bevel om de Sovjets naar Velikieje Loeki terug te drijven. Deze opdracht betekende dat de tanks verder zouden oprukken voor de infanteriekorpsen van het 9e Leger Nevel hadden bereikt. Slechts enkele bataljons van de 14e Gemotoriseerde Divisie vormden de omsingeling van de Sovjettroepen. Von Bock realiseerde zich dat zijn troepen wel erg verspreid zouden raken en hij gaf opdracht om in Nevel te blijven en slechts een verkenningsgroep naar Velikieje Loeki te sturen. Het bevel bereikte de 19e Pantserdivisie te laat, want op 18 juli hadden ze de stad reeds veroverd, twee Sovjet-divisies vernietigd en de rest naar het oosten verdreven.
Generaal Jersjakov zag een kans en hij verzamelde zijn troepen in een poging om uit te breken. Op 19 juli brak hij ten noorden van Nevel door de smalle linie van de 14e Gemotoriseerde Divisie. Gedurende de volgende dag ontsnapte het grootste deel van het 22e Leger naar het noordoosten. Ondertussen keerde de 19e Pantserdivisie naar het noorden om de ontsnappende Sovjets te onderscheppen. Toen ze op 21 juli Velikieje Loeki verlieten, werd de stad onmiddellijk heroverd door de Sovjets. De verwarring bij het Duitse opperbevel was compleet.
Ondanks zware verliezen bleef het 22e Leger een georganiseerde strijdmacht. Generaal Jersjakov hergroepeerde zijn eenheden achter de Lovat en hij vormde een verdedigingslinie tot aan het Dvinye-meer.

#### Omsingeling van Mogilev
In het zuiden was de situatie voor het Duitse opperbevel erg onoverzichtelijk geworden. Op 15 juli 1941 waren de gemotoriseerde korpsen van Generaloberst Guderian uitgespreid over een front van 200 kilometer. Elk gemotoriseerde Korps had ondertussen verscheidene taken gekregen, die niet altijd gelijktijdig konden worden uitgevoerd. Het 47e Gemotoriseerde Korps van General der Panzertruppe Lemelsen vormde de zuidelijke rand van de Smolenskpocket. Beide pantserdivisies hadden meer dan de helft van hun tanks verloren en ze leden aan gebrek aan reserve-onderdelen. Het 46e Gemotoriseerde Korps van General der Panzertruppe Von Vietinghoff bevond zich ten noorden van Mogilev. Het 24e Gemotoriseerde Korps hield de zuidelijke rand van Mogilev bezet, en beschermde de flank van Slavgorod tot aan Cherikov.

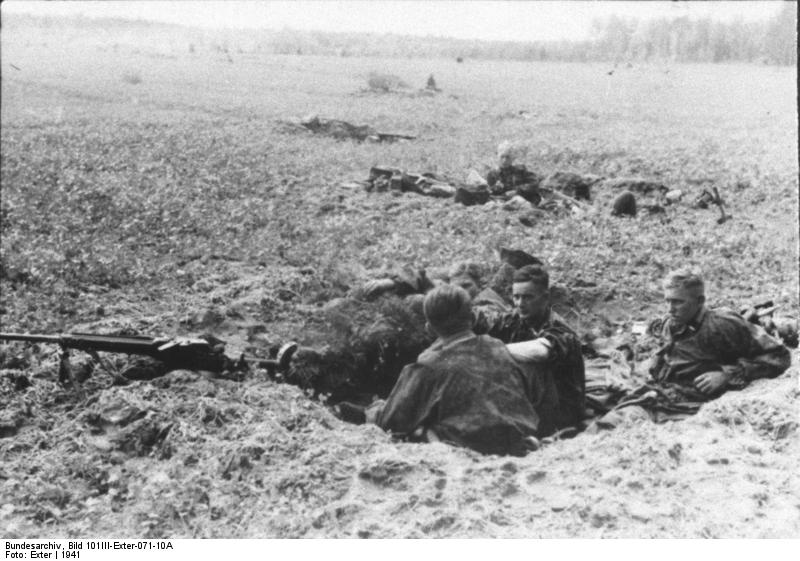
Waffen-SS'ers tijdens een gevechtspauze

Generalfeldmarschallvon Bock wilde de pocket bij Mogilev vernietigen zodat Guderians twee gemotoriseerde korpsen verder konden oprukken, maar ondertussen moest hij er ook voor zorgen dat de omsingeling bij Smolensk niet werd verbroken en dat de Sovjet-aanvallen bij Rogatsjev werden teruggeslagen.
Op 17 juli maakte de voorhoede van Generaloberst Von Weichs 2e Leger contact met het Duitse 24e Gemotoriseerde Korps. Zodra de infanteriedivisies hen hadden afgelost, hervatten de Duitse gemotoriseerde korpsen hun opmars naar het oosten. Op 20 juli begon de aanval op Mogilev, maar de Duitsers wisten slechts enkele bruggenhoofden over de Dnjepr ten zuiden van de stad te veroveren. Het 13e Leger had zich ingegraven op de oostelijke oever van de Dnjepr. Op 21 juli veroverden de Duitsers een brug en ze bereikten de rand van de stad. Vijf infanteriedivisies dreven de Sovjets op 24 juli terug naar de stad en na zware huis-aan-huis gevechten veroverde het Duitse 2e Leger op 27 juli Mogilev. Tijdens de gevechten verloren de Sovjets 30.000 man.

### Sovjet-tegenaanval mislukt (23-31 juli)
De val van Smolensk en het verlies van de Dnjepr-linie deed Stavka beseffen dat het Westelijk Front in de problemen zat. Maarschalk Timosjenko kreeg de opdracht om een tegenoffensief in te zetten en hiervoor kreeg hij de beschikking over vijf zogenaamde operationele groepen, die alle waren opgebouwd rond de kern van een leger. Van noord naar zuid waren deze groepen:
1. Groep Maslennikov (29e Leger), bestaande uit drie infanteriedivisies, moest vanuit Toropets naar het zuiden aanvallen.
2. Groep Chomenko (30e Leger), bestaande uit drie infanterie- en twee cavaleriedivisies, moest de Duitse troepen bij Bely aanvallen.
3. Groep Kalinin (24e Leger), bestaande uit drie infanteriedivisies, moest ten noorden van Jartsevo aanvallen.
4. Groep Rokossovki, bestaande uit één infanterie- en twee tankdivisies, moest Jartsevo heroveren en de verbinding naar Smolensk openhouden.
5. Groep Kachalov (28e Leger), bestaande uit drie infanterie- en één tankdivisie, moest vanuit Roslavl naar het noordwesten aanvallen.

Op papier beschikte maarschalk Timosjenko over een sterke strijdmacht, maar in werkelijkheid had slechts de Kalinin-groep gevechtservaring. De andere legers waren opgericht in juni 1941 en in sommige gevallen hadden de soldaten slechts enkele dagen training gekregen. Het kader van de meeste divisies werd gevormd door NKVD-officieren en pas afgestudeerde officieren. Munitie, wapens en brandstof was nauwelijks aanwezig. De stafofficieren waren niet in staat om de samenwerking tussen tanks, infanterie en artillerie te coördineren. Bovendien verloren de meeste bataljons in de divisies hun onderlinge contact zodra ze zich begonnen te verplaatsen.
In plaats van een massale tegenaanval over de gehele lengte van het front gingen de Sovjetlegers een voor een in de aanval. De plaatselijke commandanten wierpen hun eenheden nooit samen in de strijd. De Duitsers waren zich zelfs niet bewust van het tegenoffensief, want voor die periode meldde het oorlogsdagboek van het Oberkommando der Wehrmacht slechts verhoogde activiteit aan het front bij Smolensk.

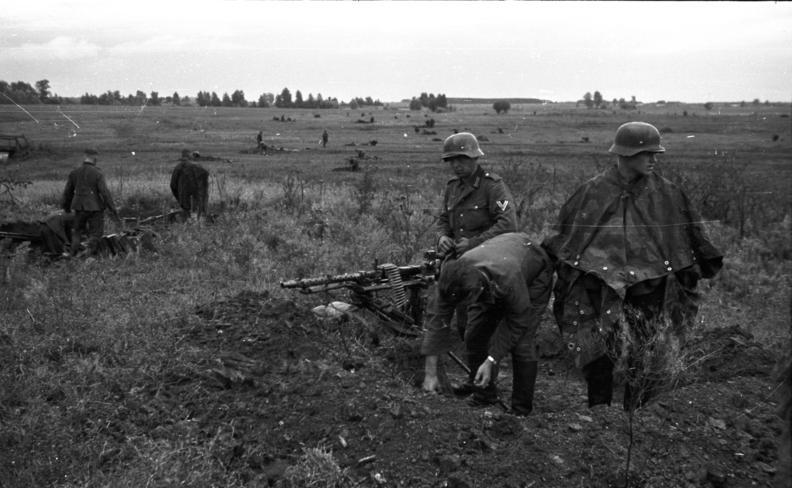
Duitse verdedigingsstelling

Op 21 juli 1941 ging het tegenoffensief van start. Groep Maslennikov boekte enkele lokale successen, maar in de loop van de dag kwam hun opmars tot stilstand. Bij sommige eenheden was de munitie na enkele uren uitgeput, eenheden verdwaalden en onbekwame stafofficieren gaven voortdurend tegenstrijdige bevelen. Tegen de avond van 21 juli waren de eenheden van Groep Maslennikov en Groep Chomenko met elkaar verstrikt geraakt en hun eigen commandanten wisten niet waar hun troepen zich bevonden. De divisies begonnen zich in te graven in de buurt van Bely, ongeveer dertig kilometer ten zuidwesten van Toropets.
Meer naar het oosten boekte de Kalinin-groep evenmin succes. Na minder dan vijf kilometer terreinwinst liepen ze vast in de egelstellingen van de 20e Pantserdivisie. Met hun superieure vuurkracht van tanks en artillerie hielden enkele Duitse bataljons drie Sovjetdivisies tegen.
Op 22 juli 1941 begon de aanval van Groep Rokossovki tegen Jartsevo. Hoewel de stad stevig in Duitse handen bleef, had de aanval een belangrijk neveneffect. Door de dreiging van een nieuwe aanval bleven de tanks van de 7e Pantserdivisie in de stad in plaats van verder naar het zuiden op te rukken. Hierdoor bleef de nauwe corridor naar Smolensk nog steeds open.
In het zuiden boekte Groep Kachalov meer succes. Per toeval vielen ze het zwakste punt in de Duitse verdediging aan, namelijk een gebied tussen de 3e Pantserdivisie bij Mstislavl en de 18e Pantserdivisie, dat werd verdedigd door het Infanterieregiment (mot.) Großdeutschland. De Duitsers werden teruggedreven voorbij Roednja. Na drie dagen van hevige gevechten bereikten de Sovjets de Khmara, ten zuiden van Potsjinok. De aanvallers waren te zwak om een doorbraak te forceren, maar de verdedigers waren niet sterk genoeg om hen terug te drijven.
Op 27 juli 1941 was het duidelijk dat het Sovjet-offensief had gefaald. Stavka begon zijn troepen te reorganiseren. Het Westelijk Front werd in drie delen gesplitst. De restanten van het 3e Leger, het 4e Leger en het 13e Leger, dat nog steeds standhield bij Mogilev, vormden samen met het 21e Leger het Centraal Front, dat de opdracht kreeg om Panzergruppe 2 tegen te houden. Enkele dagen later werd ook het Reservefront opgericht, dat de toegangswegen naar Moskou moest verdedigen zodat het Westelijk Front zich op de gevechten rond Smolensk kon concentreren.

## Slag om Smolensk: augustus 1941

### Panzergruppe 2 rijdt naar het zuiden
Eind juli 1941 kreeg Generaloberst Guderian opdracht om zijn gemotoriseerde korpsen naar het zuiden te verplaatsen om de opmars van Heeresgruppe Süd te ondersteunen. In tegenstelling tot het Duitse opperbevel beschouwde hij nog steeds Moskou als zijn hoofddoel en daarom probeerde hij het bevel te omzeilen. Guderian wees op het gevaar dat de aanwezigheid van het 28e Leger vormde voor zijn bevoorradingslijnen wanneer hij naar het zuiden zou oprukken. Dit leger, bestaande uit de restanten van groep Kachalov, bevond zich in de buurt van Roslavl, een strategisch spoorwegknooppunt. Hier kruiste de weg Smolensk-Brjansk de weg naar Moskou. Vanuit Roslavl kon zowel een aanval naar het noorden als naar het zuiden worden ingezet.
Op 31 juli 1941 viel het 24e Gemotoriseerde Korps de oostflank van het 28e Leger aan terwijl vanuit het westen het Duitse 2e Leger aanviel. De Sovjets werden volledig verrast en op 3 augustus 1941 sloot de tang zich rond het 28e Leger. In enkele dagen tijd werden de omsingelde eenheden vernietigd. Het 28e Leger verloor zijn commandant, generaal Kachalov, en 39.000 soldaten. De overlevenden trokken zich terug achter de Desna.
Terwijl de infanteriedivisies van het Duitse 4e en 9e Leger de laatste verzetshaarden in de Smolensk-pocket opruimden, vervolgde Guderian zijn aanval verder naar het zuiden. Het 24e Gemotoriseerde Korps brak bij Kritsjev door de verdediging van het 21e Leger en het Duitse 2e Leger stak bij Zjlobin de Dnjepr over. Het 47e Gemotoriseerde Korps beschermde de oostelijke flank van de opmars en bereikte de Desna. Stavka beschouwde de aanval in het zuiden als een afleiding en ze stuurden geen versterkingen naar het Centraal Front, dat bezweek onder de Duitse aanvallen. De pantserdivisies rukten over een breed front op naar het zuiden. Het droge zomerweer veranderde de wegen in stoffige routes, maar de gemotoriseerde divisies waren niet aan de wegen gebonden. De velden en glooiende heuvels waren een ideaal terrein voor de Duitse voertuigen. De Luftwaffe werd ingezet om de pantserdivisies te bevoorraden.

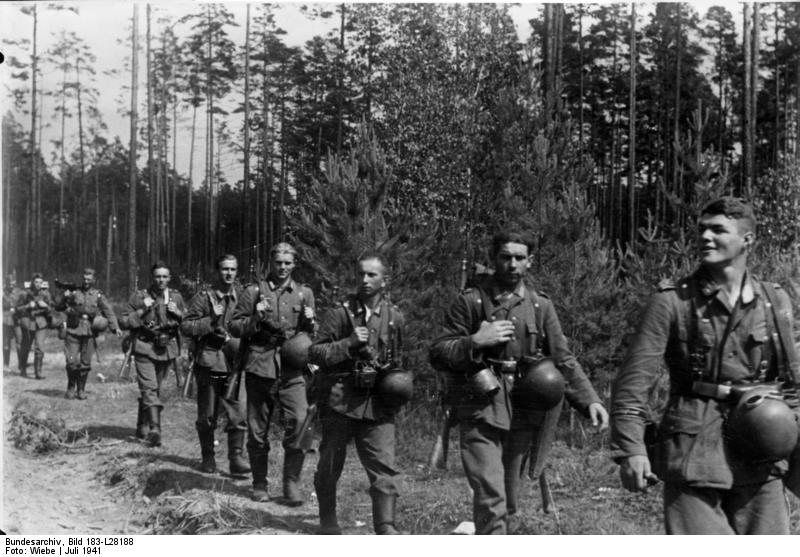
Duitse infanterie rukt op door een bos

Naarmate de Duitse tanks verder naar het zuiden oprukten, realiseerde Stavka zich het gevaar van de Duitse opmars en het probeerde zijn troepen te hergroeperen. Op 14 augustus 1941 werd het Brjanskfront opgericht, bestaande uit restanten van het Centraal Front en twee nieuwe reservelegers. Het bevond zich ten zuiden van het Reservefront en kreeg als opdracht om de zuidelijke toegangswegen naar Moskou te verdedigen.
Ondertussen ging de Duitse opmars verder. Het 24e Gemotoriseerde Korps, dat de belangrijkste aanvalsmacht vormde, veroverde op 17 augustus Oenetsja. Een dag later bereikte het de hoofdweg Gomel-Brjansk en op 24 augustus stonden de tanks bij Starodub. Meer naar het westen bereikte het Duitse 2e Leger Gomel, dat op 19 augustus werd veroverd. Door de verovering van Starodub bedreigden de pantserdivisies de achterhoede van het 21e Leger, dat ingeklemd geraakte tussen het Duitse 2e Leger en Panzergruppe 2. Het Centraal Front verloor meer dan 80.000 soldaten in de gevechten en stortte volledig ineen.
Meer naar het westen hield het 47e Gemotoriseerde Korps gelijke tred met zijn westelijke buur. Op 25 augustus veroverde de 17e Pantserdivisie een bruggenhoofd over de Desna nabij Troebtsjevsk.
Stavka besefte het gevaar voor het Zuidwestelijk Front, maar het geloofde nog steeds dat Moskou het hoofddoel was. Het Brjanskfront kreeg de opdracht om de flank van Panzergruppe 2 aan te vallen. Generaal Andrej Jerjomenko zette met vier legers de aanval in, maar zijn aanval liep vast aan de Desna. De Duitse infanteristen van het 47e Gemotoriseerde Korps hadden zich goed ingegraven en de tanks van het 46e Gemotoriseerde Korps vormden de reserve. Hun artillerie en superieure vuurkracht veroorzaakten zware verliezen onder de aanvallers. Na zeven dagen had het Brjansk Front 100.000 man en 140 tanks verloren zonder enige terreinwinst.

### Doechovsjtsjina-offensief
Stavka bleef geloven dat Moskou het belangrijkste doel was van de Duitse aanvallers. Begin augustus namen ze aan dat de Duitse frontale aanval was mislukt en dat Heeresgruppe Mitte een poging zou doen om de hoofdstad vanuit het noorden en het zuiden te omsingelen. De verplaatsing van de Duitse Panzergruppen versterkte hun vermoeden. Stavka' gaf bevel om een aanval te doen op het Duitse 9e Leger. Dit leger vormde de noordelijke flank van Heeresgruppe Mitte en het controleerde het gebied waar volgens de Sovjets de noordelijke tangbeweging zou vertrekken.
Drie legers van het Westelijk Front vielen op 17 augustus 1941 de Duitse stellingen aan. Het Duitse 9e Leger trok zich terug naar de Vop, waar ze zich op de westelijke oever ingroeven. Gedurende de volgende dagen sloegen de Duitse verdedigers verschillende aanvallen af. 'Generaloberst Adolf Strauß, commandant van het 9e Leger, wilde zonder steun van de tanks geen tegenaanval inzetten. De Duitsers beperkten hun acties tot het verdedigen van hun stellingen. Keer op keer liepen de Sovjetaanvallen zich vast.
De Sovjets beweerden dat het offensief een succes was, want het Duitse 9e Leger kon gedurende de maand augustus nergens anders worden ingezet. In werkelijkheid had het Duitse opperbevel geen plannen om dit leger in te zetten. Bovendien was het eigenlijke doel van het Sovjetoffensief de herovering van Smolensk en niet het vastpinnen van Duitse divisies. De nutteloze aanvallen kostten het Westelijke Front meer dan 40.000 soldaten. Deze verliezen betekenden een ernstige verzwakking van de verdediging van Moskou.

### Jelnja-offensief
Op 17 augustus 1941 kreeg het 24e Leger (generaal-majoor K.I.Rakoetin) van het Reservefront de opdracht om de Duitse eenheden in de Jelnja-saillant te vernietigen. Stavka beschouwde dit bruggenhoofd over de Desna als een mogelijke springplank voor de Duitse opmars naar Moskou. Hoewel de saillant slechts 20 kilometer breed en 32 kilometer diep was, werd hij verdedigd door vijf infanteriedivisies van het 20e Legerkorps van het Duitse 4e Leger.
De Duitsers hadden drie verdedigingslinies aangelegd, waarbij de verschillende bataljons elkaar vuursteun konden verlenen. De zware Duitse artillerie bevond zich op de westelijke oever van de Desna en ze kon elk punt in de saillant bereiken. Slechts ten koste van zware verliezen kon het 24e Leger de eerste verdedigingslinie doorbreken en daarna liep de aanval vast. Op 21 augustus schortte Stavka het offensief tijdelijk op. Het Reservefront stuurde vier extra divisies naar het front en generaal Zjoekov, de pas benoemde commandant van het Reservefront, plaatste extra kanonnen onder het bevel van het 24e Leger.
Op 30 augustus werd het offensief hervat. Gesteund door een artilleriebarrage van 500 kanonnen kropen de aanvallers langzaam voorwaarts. Generaal-majoor Rakoetin viel de saillant vanuit het noorden en het zuiden aan. Hij hoopte de verdedigers te omsingelen. Op 4 september waren de beide aanvalsgroepen 5 kmr van elkaar verwijderd. Omdat Generalfeldmarschall von Bock niet beschikte over een tankreserve om een tegenaanval in te zetten, gaf hij General der Artillerie Friedrich Materna, commandant van het 20e Legerkorps, bevel om de saillant op te geven. De Duitsers trokken zich op een ordelijke manier terug over de Desna.
Op 8 september 1941 was de strijd ten einde. Hoewel de Duitse frontlijn werd ingekort en hierdoor beter verdedigbaar werd, waren de gevechten rond Jelnja de eerste duidelijke nederlaag voor de Duitsers aan het oostfront. Het was echter geen duidelijke overwinning voor het Rode leger. Ondanks hun overwicht hadden de Sovjets pas na acht dagen van zware gevechten het gebied heroverd. Het 24e Leger, de sterkste eenheid van het Reservefront, verloor 31.853 soldaten, waaronder generaal-majoor Rakoetin. Deze verliezen betekenden een verzwakking van de verdediging van Moskou.

## Führerbefehlnr. 33
Op 19 juli 1941 bepaalde Adolf Hitler dat Moskou niet langer het hoofddoel van Heeresgruppe Mitte was in een Führerbefehl, het zogenaamde Führerbevel Nr. 33. Nadat de legers in de Smolensk-pocket waren vernietigd, moest Panzergruppe 3 Heeresgruppe Nord ondersteunen bij de aanval op Leningrad en Panzergruppe 2 kreeg opdracht om naar Kiev op te rukken om Heeresgruppe Süd te helpen bij de verovering van Oekraïne.
Het bevel gaf aanleiding tot protesten bij de Duitse generaals. Generaloberst Franz Halder, stafchef van het Duitse leger, wilde Moskou als hoofddoel behouden. Hij werd hierin gesteund door General der Artillerie Alfred Jodl, chef van de operationele staf van het Duitse opperbevel, die vreesde dat de Sovjetlegers de tijd zouden krijgen om de verdediging van hun hoofdstad te organiseren. Ook von Bock, opperbevelhebber van Heeresgruppe Mitte, protesteerde tegen het verlies van zijn twee Panzergruppen. De opmars van zijn legers zou tot stilstand komen. De felste protesten kwamen van de bevelhebbers van de beide Panzergruppen, Hoth en Guderian. Na hun overwinning bij Smolensk lag de weg naar Moskou open. Aanvankelijk negeerde Guderian het bevel  en hij viel Roslavl aan zodat zijn gemotoriseerde korpsen een gunstige uitgangspositie hadden om naar Moskou op te rukken. Hij veroverde de stad en verdreef het 28e Leger en delen van het 43e Leger.
Gedurende de volgende weken bleef de Duitse generale staf het Führerbevel aanpassen in de hoop de uitvoering te vertragen of zelfs compleet te verhinderen. Op 17 augustus 1941 stuurde Halder een memorandum naar Adolf Hitler waarin alle tegenargumenten werden opgesomd. Op 21 augustus 1941 nam Adolf Hitler de definitieve beslissing. De Führer veegde alle tegenwerpingen van zijn generaals van tafel met de mededeling dat de zij niets afwisten van economische oorlogsvoering. De grondstoffen van Oekraïne waren onmisbaar voor de Duitse oorlogseconomie. Bovendien zou de verovering van de Krim verhinderen dat de Russische luchtmacht de Roemeense olievelden zou aanvallen. In het noorden moest Leningrad worden veroverd om het communisme een morele klap toe te brengen.

## Resultaat

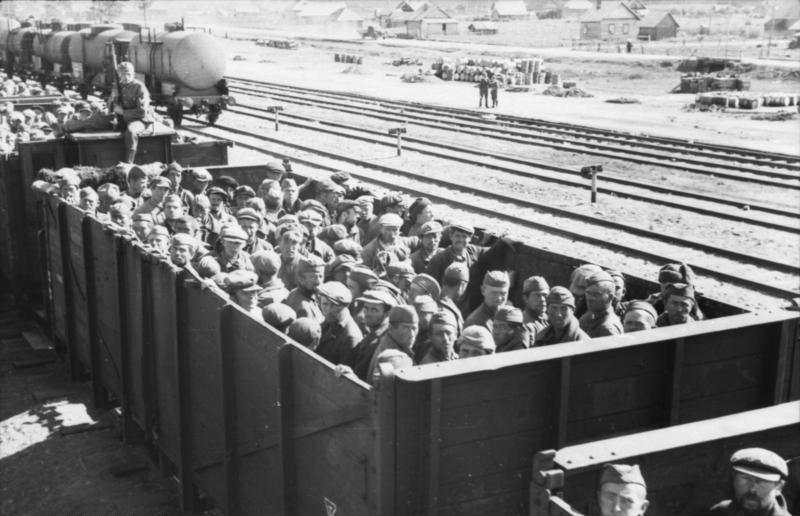
Krijgsgevangenen worden weggevoerd

Na de overwinning bij Minsk behaalde Heeresgruppe Mitte een nieuwe overwinning. In juli 1941 waren de Duitse tanks opgerukt tot Smolensk en ze bevonden zich op 420 km van Moskou. Drie legers van het Westelijk Front waren omsingeld en vernietigd. De resterende legers waren zwaar gehavend. De Duitsers hadden elke tegenaanval zonder problemen afgeslagen.
Stavka probeerde de bres tussen het Noordwestelijk Front en het Zuidwestelijk Front op te vullen met nieuwe legers. Het Westelijk Front kreeg steun van het Reservefront en het Brjanskfront, maar de nieuwe legers misten ervaring en waren nauwelijks getraind.
In augustus 1941 hergroepeerde Heeresgruppe Mitte zich. De infanterielegers namen een defensieve positie in en sloegen de zwakke tegenaanvallen van de nieuwe Sovjetlegers af. De Panzergruppen werden ter ondersteuning naar de andere Duitse legergroepen gestuurd. In het zuiden hadden de Sovjetlegers de opmars van de Duitse Heeresgruppe Süd afgeremd. Door de vernietiging van het Westelijk Front was hun noordflank ongedekt.
De nederlaag bij Smolensk was een zware nederlaag voor het Rode Leger. Van de 579.400 man verloor het Westelijk Front 469.584 doden, gewonden en gevangenen tijdens de gevechten. Meer dan 3000 tanks en 2000 kanonnen gingen eveneens verloren. Ongeveer 305.000 soldaten gaven zich over. Velen van hen zouden sterven in de Duitse krijgsgevangenkampen. Tijdens de gevechten in de Jelnja-saillant verloor het Reservefront 31.853 manschappen op een totale sterkte van 103.200 manschappen. Ook de verliezen bij het Centraal Front en het Brjanskfront waren hoog. Ze verloren elk meer dan 80.000 soldaten in vier weken.

## Conclusie
Net zoals de slag bij Minsk was ook de slag bij Smolensk een duidelijke Duitse overwinning. Heeresgruppe Mitte had de legers van het Westelijk Front omsingeld en vernietigd, maar de operatie was trager verlopen dan het Oberkommando der Wehrmacht had gewild. In de eerste weken na de start van Operatie Barbarossa legden de Duitse eenheden meer dan 25 km per dag af, maar vanaf de tweede week van juli zakte het tempo tot enkele kilometers per dag. In het noorden, bij Velikieje Loeki en in het zuiden, bij Jelnja, werden ze zelfs teruggedreven.
Terwijl het tempo van de Duitse legers zakte, stegen hun verliezen. Eind augustus hadden de pantserdivisies nog maar de helft van hun oorspronkelijke sterkte en ook de infanteriedivisies hadden verliezen geleden. In de maand juli was het gemiddelde verliespercentage van het Duitse 9e Leger opgelopen tot negen doden en dertig gewonden per divisie per dag.
Tijdens de gevechten bij Smolensk hinkte het Duitse opperbevel op twee gedachten. De Panzergruppen wilden steeds verder oprukken zodat de Sovjets geen tijd kregen om hun verdediging te organiseren, maar de tragere infanterielegers hadden tijd nodig om de omsingelde Sovjetlegers te vernietigen. Als deze verzetshaarden bleven bestaan, dan vormden ze een bedreiging voor de bevoorradingslijnen.
Gedurende de maand augustus kwam de opmars van Heeresgruppe Mitte naar Moskou tot stilstand. Niet vanwege het verzet van het Rode Leger, maar omdat Adolf Hitler de Panzergruppen naar het noorden en zuiden stuurde om de opmars van de andere legergroepen te versnellen. Deze pauze zou noodlottig blijken voor de Duitsers. Stavka kreeg de tijd om zes nieuwe legers naar de toegangswegen van Moskou te dirigeren en de verdediging van de hoofdstad te organiseren.
De operationele doelstelling van Heeresgruppe Mitte was de vernietiging van het Rode Leger ten westen van de Dnjepr. Hoewel het Rode Leger enorme verliezen had geleden tijdens de slag om Smolensk, was het niet vernietigd. Dat zouden de Duitsers ondervinden tijdens de opmars naar Moskou.